# Вільне Перше
Ві́льне Перше — село в Україні, у Близнюківській селищній громаді Лозівського району Харківської області. Населення становить 152 осіб. До 2020 орган місцевого самоврядування — Бурбулатівська сільська рада.

## Географія
Село Вільне Перше стоїть за 7 км від селища Близнюки, межує із селом Бурбулатове. В селі бере початок річка Сергієва. На території села є кілька ставків. Поруч проходить автомобільна дорога Т 2113.

## Історія
- 1929 — дата заснування.
- 1942-1943 рр. село Вільне Перше було місцем запеклих боїв. У травні 1942 року за село билися воїни 14-ї гвардійської дивізії під командуванням Героя Радянського союзу генерал-майора І.М.Шепетова і 51-ї Перекопської стрілецької дивізії. У 1943 році у боях за село відзначились воїни 1159-го стрілецького полку. Остаточно село було звільнене у вересні 1943 року. Радянські воїни, які брали участь у звільнені села у 1942-1943 рр. поховані у братській могилі у центрі села. Всього поховано 19 воїнів, з них відомі прізвища 9-х.
- 12 червня 2020 року, відповідно до Розпорядження Кабінету Міністрів України № 725-р «Про визначення адміністративних центрів та затвердження територій територіальних громад Харківської області», увійшло до складу Близнюківської селищної громади.[1]
- 19 липня 2020 року, в результаті адміністративно-територіальної реформи та ліквідації Близнюківського району, увійшло до складу Лозівського району Харківської області.[2]

## Економіка
- У селі діє молочно-товарна ферма.